# Louis Zutter
Jules Alexis Louis Zutter (2. prosince 1865, Les Ponts-de-Martel – 10. listopadu 1946, Boudry) byl švýcarský gymnasta, účastník prvních moderních olympijských her v roce 1896 v Athénách, první švýcarský olympijský vítěz.

## Olympijské hry 1896
Sportovní gymnastika se odehrávala pod širým nebem na Panathenaic Stadium. Zutter vyhrál disciplínu kůň našíř, druhá místa získal v disciplíně bradla a přeskok. Zúčastnil se také závodu na hrazdě, ale bez medailového úspěchu. 

Narodil se v Les Ponts-de-Martel a žil v Peseux, kde byl členem gymnastického klubu La Société des Amis gymnastes de Neuchâtel. V roce 1893 byl jeho otec přijat jako trenér v řeckém Panachaikos Gymnastikos Syllogos a Louis se stal členem tohoto klubu. Po jeho úspěchu na olympijských hrách v roce 1896 byl oceněn městem Patra společně s řeckými sportovci. Zutterova rodina brzy poté odešla z Řecka kvůli řecko-turecké válce v roce 1897. V Neuchâtelu byl Zutter oceněn prstenem a hodinkami.